# 小行星3404
小行星3404（英語：3404 Hinderer）是一颗围绕太阳公转的小行星。1934年2月4日，卡尔·威廉·雷睦斯在海德堡发现了此天体。
这颗小行星的绝对星等为198.0179663791989等。